# LXVI Korpus Armijny (III Rzesza)
LXVI (66.) Korpus Armijny (niem. LXVI. Armeekorps) – jeden z niemieckich korpusów armijnych, w latach 1942-1944 uczestniczył w walkach na terytorium Związku Radzieckiego, w 1945 roku zniszczony przez wojska aliantów zachodnich.  
Utworzony 21 września 1942 roku. Do kwietnia 1942 roku we Frankfurcie nad Menem jako LXVI Korpus Rezerwowy. W latach 1942–1944 brał udział w walkach przeciw Armii Czerwonej na terytorium Związku Radzieckiego. W 1943 roku z części LXVI Korpusu Rezerwowego utworzono LXXVI Korpus Armijny.
Następnie przerzucony na front zachodni i przemianowany na LXVI Korpus Armijny. Pod koniec 1944 roku wchodząc w skład 6 Armii Pancerna SS uczestniczył w niemieckiej ofensywie w Ardenach przeprowadzonej przeciw armii USA. W kwietniu 1945 roku zniszczony został przez wojska aliantów zachodnich w tzw. kotle w Zagłębiu Ruhry. 

## Dowódcy korpusu
- gen. Walther Lucht (do marca 1945)
- gen. por. Hermann Flörke (od marca 1945 - do kapitulacji)[3]

## Struktura organizacyjna
Skład w czerwcu 1944 roku:
- 15 Dywizja Grenadierów Pancernych (większość)
- 189 Dywizja Pancerna (część)
- 16 Dywizja Piechoty

Skład pod koniec 1944 roku (ofensywa w Ardenach):
- 12 Dywizja Grenadierów Ludowych
- 62 Dywizja Grenadierów Ludowych
- 560 Dywizja Grenadierów Ludowych